# Гай Светоний Транквилл
Гай Свето́ний Транкви́лл (лат. Gaius Suetonius Tranquillus; около 70 года н. э. — после 122 года н. э.) — древнеримский писатель, историк, учёный-энциклопедист, личный секретарь императора Адриана, наиболее известный сборником биографий «Жизнь двенадцати цезарей» на латинском языке. Другие произведения Светония (в частности, сборник «О знаменитых людях») сохранились лишь фрагментарно.
Вместо обычного для жанра перечисления военных походов и государственных реформ императоров Светоний собирал анекдоты из жизни правителей, описывал их внешность, привычки, подробности личной жизни. К «Жизни двенадцати цезарей» восходят наиболее расхожие мотивы и сюжеты, связанные с римскими императорами (конь Калигулы, актёрские упражнения Нерона, слова Веспасиана «деньги не пахнут», слова Тита «друзья, я потерял день» и другие). Светоний намеренно писал простым и сухим языком, но несмотря на это, он был очень популярен в латинской литературе: собранные им сведения часто цитировались, а его описаниям императоров нередко подражали. В Новое время «Жизнь двенадцати цезарей» и «Сравнительные жизнеописания» Плутарха стали самыми популярными сборниками исторических биографий.

## Биография
Светоний происходил из сословия всадников. Его предки не занимали высоких должностей, и о них известно только из сочинений самого писателя. Дед Светония имел какие-то связи при императорском дворе: в биографии Калигулы упоминается, что он знал о настоящей причине сооружения моста длиной в три тысячи шестьсот шагов в Неаполитанском заливе от доверенных придворных. Отец писателя, Светоний Лет, был военным трибуном в XIII легионе, до 67 года расквартированном в Верхней Германии, затем в Паннонии, а с 68 года — в Италии. Во время гражданской войны 69 года легион выступил на стороне Отона, но в битве у Кремоны потерпел поражение от войск Вителлия. Известно, что после этой битвы Вителлий заменил офицеров в XIII легионе своими сторонниками, а проигравших отправил на постройку амфитеатра в Кремоне.
Точная дата рождения Светония неизвестна. В XIX веке Теодор Моммзен полагал, что он родился в 77 году, но затем эта версия была отвергнута, и рождение писателя стали датировать более ранним временем. Если Моммзен отталкивался от даты трибунских полномочий (приблизительно 101 год), которые Плиний Младший выпрашивал у Нератия Марцелла для Светония, то впоследствии дату рождения писателя начали выводить на основании косвенного свидетельства о его возрасте. В биографии Нерона писатель сообщает, что примерно в 88—89 годах, когда объявился самозванец, выдававший себя за Нерона, он был молодым человеком (лат. adulescens; этим же словом Светоний называет как 18-летних, так и 28-летних). На основании этого свидетельства и строятся предположения о дате рождения писателя: от года появления Лже-Нерона отнимается примерно 20 лет (чаще всего adulescens называли человека именно в этом возрасте). При описании более ранних событий правления Домициана Светоний описывает свой возраст и другим словом (лат. adulescentulus — уменьшительное от adulescens, «совсем молодой человек»), однако точная дата этого события не может быть установлена. С помощью свидетельства о Лже-Нероне французский исследователь Альсид Масе отнёс рождение Светония к 69 году, Кристофер Джонс — к периоду между 67 и 72 годами, С. И. Соболевский осторожно высказывался за 69 или 70 год, хотя и указывал на неопределённость трактовки слова adulescens. Рональд Сайм предположил, что писатель мог родиться в 70 году, а также высказал гипотезу, что Светоний Лет дал новорождённому когномен Tranquillus (спокойный, мирный) в честь окончания гражданской войны и воцарения Веспасиана. Однако автор монографии о Светонии Барри Болдуин возражал против датировки 69 или 70 годами, хотя и признавал эту версию наиболее распространённой. Против датировки 69 годом высказывался и историк Генри Сандерс, указывавший на маловероятность нахождения жены Светония Лета в приграничном военном лагере; вместо этого американский исследователь предлагает 70 или 71 год. М. Л. Гаспаров полагал, что Светоний родился в начале 70-х годов, и считал, что Плиний был старше его примерно на десять лет. Встречается и датировка рождения писателя началом 60-х годов. Таким образом, рождение Светония датируют между 61 и 77 годами, но чаще всего — между 69 и 71 годами.
В качестве места рождения Транквилла иногда называется Гиппон (лат. Hippo Regius) в Северной Африке, хотя распространена и версия о его рождении в Риме. В середине XX века в Гиппоне была обнаружена надпись с упоминанием Светония, что послужило основанием для связи рождения Транквилла с этим городом. Однако в Северной Африке известен всего один носитель номена «Светоний» кроме Транквилла, а чаще всего этот номен встречается в окрестностях колонии Пизавр (современный Пезаро в области Марке в Италии). Во фрагментарно сохранившейся биографии поэта Луция Акция Светоний говорит о его происхождении из Пизавра, и Рональд Сайм указывает на эту ремарку как на возможное особое внимание Транквилла к земляку. Детство и юность Светония, вероятно, прошли в столице. Как и большинство детей своего круга, Светоний, по-видимому, окончил грамматическую и риторическую школу.
В молодости Светоний познакомился с видным интеллектуалом Плинием Младшим, который ему покровительствовал. Транквилл переписывался с Плинием, по крайней мере, с 97 года (сохранились несколько писем Плиния к Светонию и упоминания о нём в других письмах). Возможно, он был наставником Светония — однажды он называет Транквилла словом, обозначающим ученика, живущего с мастером под одной крышей; однако, например, С. И. Соболевский понимает слова Плиния по-иному: они вместе учились у одного мастера. Как бы то ни было, Светоний вошёл в кружок Плиния, игравший большую роль в культурной жизни Рима. В этом кружке начинающий писатель мог познакомиться с крупнейшими интеллектуалами рубежа I—II веков — в частности, с историком Публием Корнелием Тацитом. Светоний мог контактировать и с известным биографом Плутархом, который неоднократно посещал Рим в конце I — начале II века. Вероятно, у двух биографов были общие знакомые: некоторые из друзей Плутарха были близки к кружку Плиния Младшего.
Плиний императору Траяну.
Светония Транквилла, честнейшего, достойнейшего и образованнейшего человека, нравы и занятия которого я давно уже взял за образец, я тем больше люблю, чем теснее теперь с ним общаюсь.
Право троих детей для него необходимо по двум причинам: он поднимается во мнении своих друзей и, будучи несчастлив в браке, получит от твоей доброты через меня то, в чём отказала ему завистливая судьба. Я знаю, владыка, какой милости я прошу, но я прошу у тебя, чью снисходительность ко всем моим желаниям я испытал. Ты можешь понять, как я этого хочу; если бы не хотел, я не стал бы просить заочно.
Траян Плинию.
Как скуп я на эти милости, ты, мой дорогой Секунд, прекрасно запомнил: я и в сенате говорил, что не превысил числа, которого, как я заявил этому высокому собранию, мне достаточно. Твоё желание, однако, я выполнил и велел занести в мои записи, что право троих детей дано мною Светонию Транквиллу на обычных условиях.
Из писем Плиния известно, что около 97 года Светоний занимался адвокатской практикой, самостоятельно ведя дела, а также преподавал риторику. В 101 году Плиний выхлопотал у Нератия Марцелла трибунские полномочия для Светония, что обычно означало начало политической карьеры, но в последний момент биограф отказался от уже полученной должности и попросил устроить на неё своего родственника Сильвана. Возможно, это было связано с нежеланием Светония на несколько лет ехать в Британию, куда должен был отправиться Марцелл с новым трибуном. В это же время Транквилл завёл знакомство с городским префектом, влиятельным Гаем Септицием Кларом и позднее посвятил ему свои знаменитые биографии римских императоров. Приблизительно в 112 году Плиний испрашивал у императора Траяна почётное «право трёх детей» (лат. ius trium liberorum) для Светония. «Право трёх детей» позволяло обладателю избегать некоторых наказаний и иметь преимущества при занятии различных почётных постов. Император удовлетворил прошение, хотя писатель, по словам Плиния, был «несчастлив в браке» (возможно, не имел детей). Примерно в это же время Траян ввёл Транквилла и в число «избранных судей» (лат. iudices selecti), которые в то время обладали исключительным правом становиться присяжными. Кроме того, Светоний стал членом двух небольших жреческих коллегий (flamen sacerdotalis и pontifex Volcanalis). О последней жреческой коллегии в честь Вулкана в Риме ничего не известно, однако она существовала в Остии.
Иногда предполагается, что в 110—112 годах писатель находился в провинции Вифиния вместе с Плинием, её наместником. Существует предположение о пребывании Светония в Германии и Британии: он утверждает, что в честь Тита в этих провинциях сооружено много статуй и надписей.
Дата литературного дебюта Транквилла неизвестна. Около 105 года Плиний в письме к Светонию уговаривает его опубликовать некое обширное произведение, которое тот не спешил обнародовать. Иногда предполагается, что речь шла о произведении «О знаменитых людях» (или «О знаменитых мужах»; лат. De viris illustribus).
В начале правления Адриана, примерно в 119 году, Светоний начал работу в императорской канцелярии в должности заведующего письмами (секретаря, ведавшего императорской корреспонденцией, — лат. ab epistulis); также он надзирал за публичными библиотеками (лат. a bybliothecis) и участвовал в работе канцелярии по учёным делам (лат. a studiis) (иногда предполагается, что эти должности он занимал поочерёдно). Впрочем, допускается и возвышение Светония ещё в правление Траяна. Из стихотворения Стация известно о характере работы Светония: секретарь ab epistulis рассылал приказы правителя по всей империи, занимался назначениями многих офицеров и созывал всех назначенных лиц; к нему стекались все вести от легионов и вспомогательных войск, сведения о важных событиях для хозяйства (разлив Нила, дожди в Северной Африке) и другая важная информация. В обязанности секретаря входило не только знакомство со всей входящей корреспонденцией, но и составление писем от имени императора в подобающей форме, из-за чего секретарями обычно становились талантливые литераторы. Важная для императоров должность очень хорошо оплачивалась, и императорский секретарь мог позволить устроить своей умершей жене самые роскошные похороны и установить ей памятник, который был подобен дворцу. Секретарь a studiis был императорским советником по литературным вопросам и, вероятно, заведовал его личной библиотекой. Однако уже в 121 или 122 году Адриан, находясь в Британии, отправляет в отставку множество должностных лиц, среди которых были Светоний и Септиций Клар (последний к этому времени стал командиром преторианской гвардии). Поводом для чистки своей администрации император избрал слухи о недостаточно почтительном отношении придворных к своей жене Сабине. Впрочем, реальной причиной опалы Светония и его коллег иногда называется желание Адриана избавиться от людей Траяна среди своих приближённых; существует и версия о том, что Светоний стал жертвой придворных интриг.
О жизни писателя после опалы и о времени его смерти ничего не известно. Иногда один фрагмент биографии Тита интерпретируют как свидетельство того, что около 130 года Светоний был жив, а порой годы жизни писателя доводят до 160 года. Транквилл записал слухи, что единственным поступком, о котором перед смертью сокрушался император Тит, была любовная связь с Домицией Лонгиной. Основываясь на характере упоминания о Домиции, Рональд Сайм предположил, что на момент написания биографии Тита она уже была мертва. Дата её смерти неизвестна, однако по косвенным свидетельствам её относят к промежутку между 123 и 140 годами. Впрочем, современные исследователи оценивают эту гипотезу как очень шаткую.

## «Жизнь двенадцати цезарей»

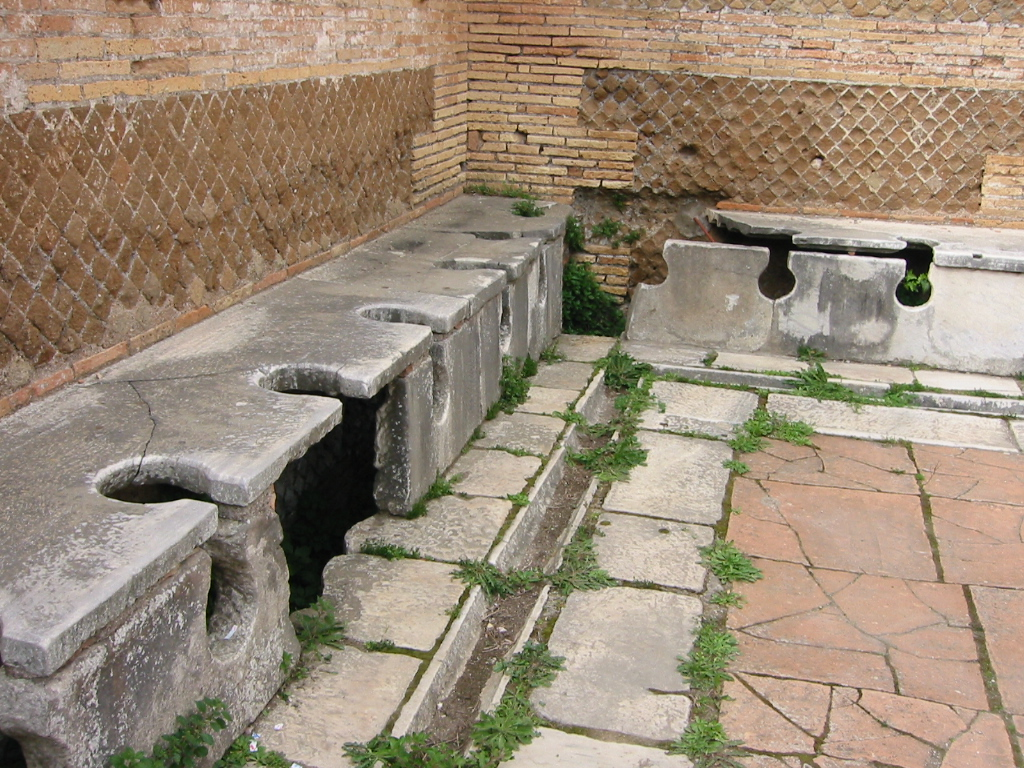
Древнеримский общественный туалет в Остии. «Тит упрекал отца [Веспасиана], что и нужники он обложил налогом; тот взял монету из первой прибыли, поднёс к его носу и спросил, воняет ли она. „Нет“, — ответил Тит. „А ведь это деньги с мочи“, — сказал Веспасиан».

### Обзор
Сочинение «De vita Caesarum», известное под названием «Жизнь двенадцати цезарей» (буквально «О жизни цезарей»), — сборник биографий римских правителей от Гая Юлия Цезаря (100—44 годы до н. э.) до Домициана (51—96 годы н. э.) включительно. Светоний отказался от обычного для биографического жанра перечисления военных походов и государственных реформ. Вместо этого в биографиях собраны анекдоты из жизни правителей, описываются их внешность, привычки, подробности личной жизни. Тем не менее, работа является важным историческим источником и ценным литературным памятником. Сочинение состоит из восьми книг: правителям от Цезаря до Нерона посвящено по одной книге, книга VII описывает Гальбу, Отона и Вителлия, книга VIII — Веспасиана, Тита и Домициана. Сочинение сохранилось практически полностью (подробнее см. ниже).
Цели создания сборника неизвестны. Выделяется пять предположений о целях Светония:
1. определение стиля правления нового императора по образцам предшественников;
2. решение вопроса, являются человеческие пороки врождёнными или приобретёнными;
3. создание назидательного сочинения для Адриана;
4. изображение императоров как правителей и деятелей культуры;
5. антикварный интерес к обычаям прошлого.

### Датировка. Особенности сочинений
Датировка «Жизни двенадцати цезарей» обычно основывается на посвящении сочинения командиру преторианской гвардии Септицию Клару, что известно благодаря византийскому антиквару VI века Иоанну Лиду (самое начало сборника биографий не сохранилось). Септиций Клар занимал эту должность в 119—121/122 годах и попал в опалу одновременно со Светонием, ещё одним приближённым Адриана. Однако часть сведений Светоний, скорее всего, почерпнул из императорских архивов, к которым он мог иметь доступ только в годы работы в императорской канцелярии, и потому дату окончательной редакции и публикации нередко относят к 121 году. Некоторые исследователи отталкиваются ещё и от возможности использования Транквиллом написанных в 110-х или в начале 120-х годов «Анналов» Публия Корнелия Тацита, хотя Светоний мог лишь использовать те же источники, что и Тацит (подробнее см. ниже). Таким образом, наиболее распространена версия о публикации произведения между 119 и 122 годами.
Впрочем, существует и предположение, что «Жизнь двенадцати цезарей» публиковалась по частям. Эта гипотеза основывается на изучении лексики автора в разных биографиях и на присутствии различных источников. Так, в двух первых по порядку биографиях нередко упоминаются или цитируются различные документы, но особенно часто — личная переписка Октавиана Августа. В жизнеописаниях Тиберия, Калигулы и Клавдия также встречаются выдержки из корреспонденции именно этого императора. Позднее Светоний лишь один раз использует императорскую переписку — при описании жизни Нерона, но это письмо, возможно, взято из другого источника. Единства в вопросе, какие биографии могли быть опубликованы ранее других, нет: в качестве самых ранних называются как жизнеописания Цезаря и Октавиана, так и последние шесть биографий (от Гальбы до Домициана). В пользу последнего варианта свидетельствует относительная краткость этих шести биографий, а также оценочное мнение о том, что жизнеописания Цезаря и Августа могли быть написаны только опытным биографом. Рональд Сайм же предложил позднюю (после 123 года) датировку, по крайней мере, биографии Тита (см. выше); по его мнению, книги VII и VIII (последние шесть биографий) были добавлены к первым шести биографиям позднее. Напротив, Тристан Пауэр датирует «О знаменитых людях», первое сочинение Гая, временем между 105—106 и 110 годами. Из-за раннего завершения первой работы Светоний, по мнению современного исследователя, должен был располагать достаточным сроком для основательной подготовки «Жизни двенадцати цезарей», вследствие чего в 119—122 годах была опубликована завершённая работа.
Существуют и другие мнения о причинах различий между первыми и последними биографиями. Так, французский исследователь Альсид Масе предположил, что Светоний по каким-то причинам не завершил своё главное сочинение, но всё же обнародовал его. По его мнению, римский биограф либо опубликовал своё сочинение досрочно под влиянием Септиция Клара (подобно тому, как в известном письме Плиний уговаривал его издать какое-то иное сочинение), либо попросту потерял интерес к написанию биографий и опубликовал их в незаконченном виде. Эти гипотезы отчасти объясняют, почему историк не использовал известные письма Тита и завещание Веспасиана. Высказываются и другие гипотезы: например, Адриан мог разрешить своему секретарю использовать архивные материалы лишь по жизни Октавиана, но затем он мог запретить ему доступ в императорский архив за другими документами. Франческо делла Корте высказал иное недоказуемое предположение: по его мнению, после того как Светоний закончил исследование корреспонденции Августа, он обратился не к письмам следующих императоров, а к воспоминаниям своего деда и отца, а также к слухам, известным ему самому. Возможно, значительную часть своего сочинения Транквилл написал уже после опалы (возможно, в Гиппоне) и потому не мог иметь доступа к императорским архивам. Наконец, существует предположение, что переписка Августа была опубликована целиком, и Светоний мог пользоваться ею, не посещая для этого архивы. Это предположение усложняет датировку всего сборника биографий. Известно, что письма Августа использовали некоторые римские литераторы, хотя из слов Квинтилиана предполагается недоступность этих писем для широкой публики. Однако в биографии Августа Светоний упоминает, что лично изучал почерк этого императора.

### Светоний о христианстве
В биографии Клавдия Светоний оставил одно из самых ранних упоминаний об Иисусе Христе и о христианах в светской литературе.

Иудеев, постоянно волнуемых Хрестом, он изгнал из Рима.
Оригинальный текст (лат.)Iudaeos impulsore Chresto assidue tumultuantis Roma expulit.

Несмотря на то, что свидетельство Светония о христианстве в силу своей краткости носит неопределённый характер, исследователи обращались к нему неоднократно. Неясны причина беспорядков, их характер. Возможно, это была реакция иудеев на решения Иерусалимского собора о том, что язычникам, обращённым в христианство, необязательно соблюдать Моисеев закон.
Упоминаемый Светонием Хрестос, как правило, отождествляется с Иисусом, поскольку написание «Хрестос» через «e» было распространено в латиноязычной среде как по фонетическим причинам, так и в силу традиции, существовавшей ещё и в IV веке (это написание критиковал Лактанций). В I—II веках в Риме были лучше знакомы не с именем Χριστός (Christos), а с популярным среди рабов и вольноотпущенников именем Χρήστος (Chrēstos в классическом древнегреческом произношении), которое имело значения «хороший, добрый, счастливый, порядочный, кроткий, полезный». Для человека, незнакомого с иудаизмом и христианством, имя Христос обозначало либо медицинского работника («служащий для натирания целебной мазью»), либо штукатура, и потому по незнанию Светоний мог заменить неизвестное ему имя хорошо известным. В биографии Нерона римский писатель упоминает изгнание христиан из Рима, причём слово «христиане» он пишет через «i». Различия в написании могут свидетельствовать как о незнании Светонием связей между христианством и иудаизмом, между «Хрестом» и христианством, так и о следовании ошибочному написанию в источнике (например, в документах из императорских архивов, архивов сената или отчётов префекта).
Кроме того, распространённость имени Хрестос даёт основания отдельным учёным предполагать, что упомянутый Светонием человек мог быть зелотским проповедником и организатором восстаний евреев в Риме (впрочем, эта гипотеза не очень популярна и подвергается критике).
Описанное Светонием событие чаще всего датируют 49—52 годами или одним лишь 49 годом, хотя встречаются и другие датировки. Нередко последовавшее за волнениями изгнание связывается с изгнанием иудеев Клавдием, которое упоминается в Деяниях апостолов.
В эпоху наибольшего влияния мифологической школы в конце XIX — середине XX века учёные порой отрицали аутентичность рассказа Светония. В частности, С. И. Ковалёв предполагал, что его свидетельства — это вставки средневековых переписчиков, а в целом его сведения слишком отрывочные и неопределённые для однозначных выводов о раннем христианстве. Впрочем, в своих более поздних работах советский историк признал подлинность фрагмента Транквилла.

## Другие сочинения

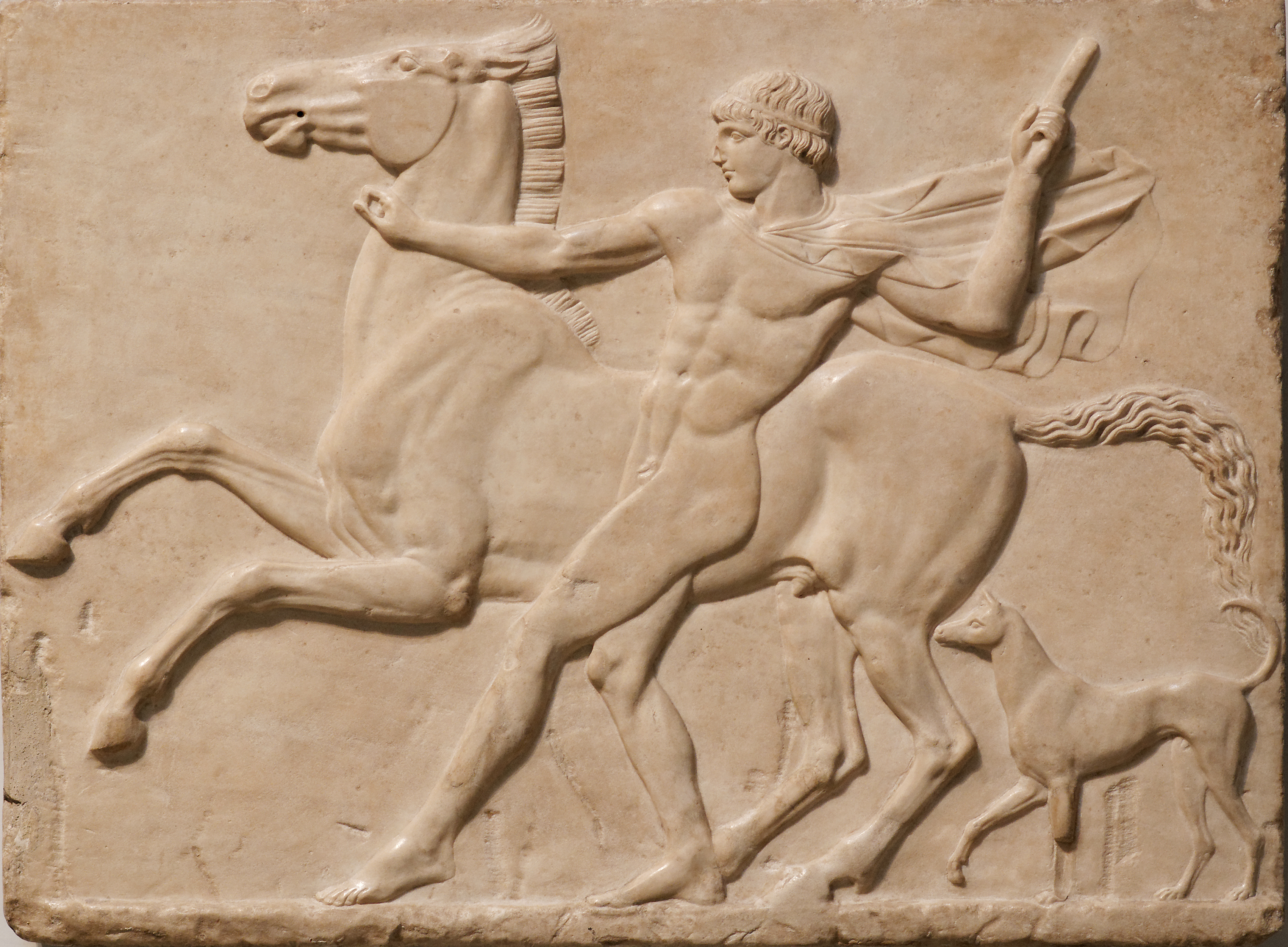
«Своего коня Быстроногого (Incitatus) он [Калигула] так оберегал от всякого беспокойства, что всякий раз накануне скачек посылал солдат наводить тишину по соседству; он не только сделал ему конюшню из мрамора и ясли из слоновой кости, не только дал пурпурные покрывала и жемчужные ожерелья, но даже отвёл ему дворец с прислугой и утварью, куда от его имени приглашал и охотно принимал гостей; говорят, он даже собирался сделать его консулом». Светоний не писал о том, что Калигула ввёл Инцитата в сенат

Хорошо известно и другое сочинение Светония — «О знаменитых людях» (или «О знаменитых мужах»; лат. De viris illustribus). Этот сборник биографий известных деятелей римской культуры состоял из пяти разделов: жизнеописаний поэтов, ораторов, историков, философов, а также грамматиков и риторов. Предполагается, что это произведение было завершено и издано раньше «Жизни двенадцати цезарей» — в 106—113 или в 105—114 годах, но возможна и более поздняя дата публикации.
Раздел «О знаменитых людях», где излагается история грамматики и риторики в Риме, оценивается по-разному. По мнению М. М. Покровского, он свидетельствует о хорошем знакомстве автора с литературой и её исследованиями, однако в «Истории римской литературы» под редакцией Н. Ф. Дератани суждения Светония характеризуются как поверхностные. Это сочинение сохранилось фрагментарно (см. ниже), а общее число биографий могло доходить до ста.
Кроме того, в византийской энциклопедии «Суда» сохранился список произведений Транквилла, ни одно из которых не дошло до наших дней целиком. Это следующие произведения:
- О знаменитых гетерах;
- О царях;
- О Риме (нравы и обычаи; римский год; римские праздники; одежда);
- Об играх греков (сохранилось в позднем пересказе);
- Об общественных должностях;
- О сочинении Цицерона «О государстве»;
- О людях (О телесных недостатках);
- Об определениях времени;
- О природе вещей;
- О греческих бранных словах (сохранилось в позднем пересказе);
- О разных грамматических вопросах;
- О знаках в рукописях[36].

Некоторые из них, возможно, были написаны по-гречески, хотя достоверно установить это невозможно. Иногда предполагается, что значительная часть этих работ входила в состав крупного труда Prata.

## Стиль сочинений

### Особенности языка
Язык Светония характеризуется как ясный, простой и в равной степени удалённый от двух популярных направлений риторики рубежа I и II веков — искусственной архаизации речи и «нового стиля». Его отказ от тщательной стилизации своей речи шёл вразрез с традициями развитой античной историографии. Более того, особенности стиля и характера работы позволяют некоторым современным исследователям предполагать, что по античным представлениям Светоний вовсе не считался историком.
Стилистического единства у Транквилла не наблюдается даже в пределах одних и тех же биографий, однако существует немало черт, свойственных всем его произведениям. Так, стремление Светония к краткости слога отмечали ещё античные авторы. Ряд современных исследователей обнаруживает у него признаки сухого делового стиля, который несёт отпечаток работы в императорской канцелярии, хотя в его произведениях встречаются некоторые черты, свойственные только художественной прозе «серебряного века» и античной поэзии. В целом Светоний считается автором, чуждым римских риторических традиций, из-за чего художественные достоинства отдельных эпизодов иногда считаются следствием списывания из первоисточников.
Грамматика произведений Светония имеет ряд специфических черт. Историк отдаёт предпочтение конструкциям с сочинительной связью и с причастными оборотами, а также редко применяет союзы. В его речи много излишних синонимов (плеоназмов): например, «сообщник и участник», «истина и правда», «члены и части империи», «хитростью и коварством», «убеждает и увещевает» и так далее. Иногда одну и ту же мысль Светоний выражает с помощью и положительного, и отрицательного оборотов: например, «даром и без всякой платы», «мужа и ещё не вдовца». Иногда автор использует на месте конкретных существительных отвлечённые: например, «браки» в значении «замужние женщины», «дружбы и приязни» в значении «друзья и приятели». Кроме того, он нередко заменяет изъявительное наклонение сослагательным, активно использует производные слова и предложные конструкции.
Лексика римского автора также имеет некоторые особенности. Транквилл вольно обращается с основными принципами риторики «золотого века», предписывающими тщательно отбирать слова, и активно пользуется разговорными выражениями и оборотами своего времени. Избегая стилизации речи под старину, он отказывается от устаревших слов, которые активно использовали писатели-современники. Немало в его речи греческих слов, использование которых было нехарактерно для римской историографии. В частности, именно по-гречески Светоний записал обращение умирающего Цезаря к Бруту. От произведений других римских историков Светония отличают частое использование специальных терминов и активное цитирование документов.
Заметной особенностью стиля Светония является его обыкновение начинать рассказ о каком-либо явлении в жизни описываемого правителя со слова, которое характеризовало бы тему рассказа: так, в жизнеописании Цезаря глава, начинающаяся со слова «Сражения», рассказывает о том, как диктатор вёл себя во время битвы, какие основные тактические приёмы применял; глава, которая начинается со слова «Проступки», описывает его отношение к провинностям солдат. Заканчиваются его фразы, как правило, глаголами.
Сам Транквилл в своих произведениях с одобрением высказывается о стиле Октавиана Августа, Марка Туллия Цицерона и Гая Юлия Цезаря. По мнению С. И. Соболевского, Светоний неоднократно озвучивал мнения описываемых лиц (прежде всего Августа) о языке и стиле, которые совпадали с его собственными.

### Особенности изложения
Светоний — приверженец расположения фактов из жизни описываемого императора не по хронологии, а по тематическим рубрикам. Принципы построения биографий относительно едины для всех из них. В кратком виде их структура такова: жизнь до прихода к власти; особенности правления; личная жизнь; смерть и погребение. При этом хронологическая последовательность соблюдается только в разделе о жизни до начала правления. Биография Отона имеет наименьшее число рубрик — 10, биографии Цезаря и Августа имеют наибольшее количество рубрик — 22. Иногда историк меняет разделы местами: например, описание внешности и телосложения Клавдия находится среди перечисления его пороков, а соответствующее описание Нерона расположено после рассказа о его смерти. Хотя иногда высказывается предположение, что образцом для рубрик Светония послужили «Деяния божественного Августа» — автобиография первого римского принцепса, современные исследователи видят в подобной структуре работы следование римской традиции. По мнению Михаэля фон Альбрехта, на строгую структуру произведений Светония оказала влияние его работа преподавателем словесности, в задачи которого входило обучение анализу текстов.

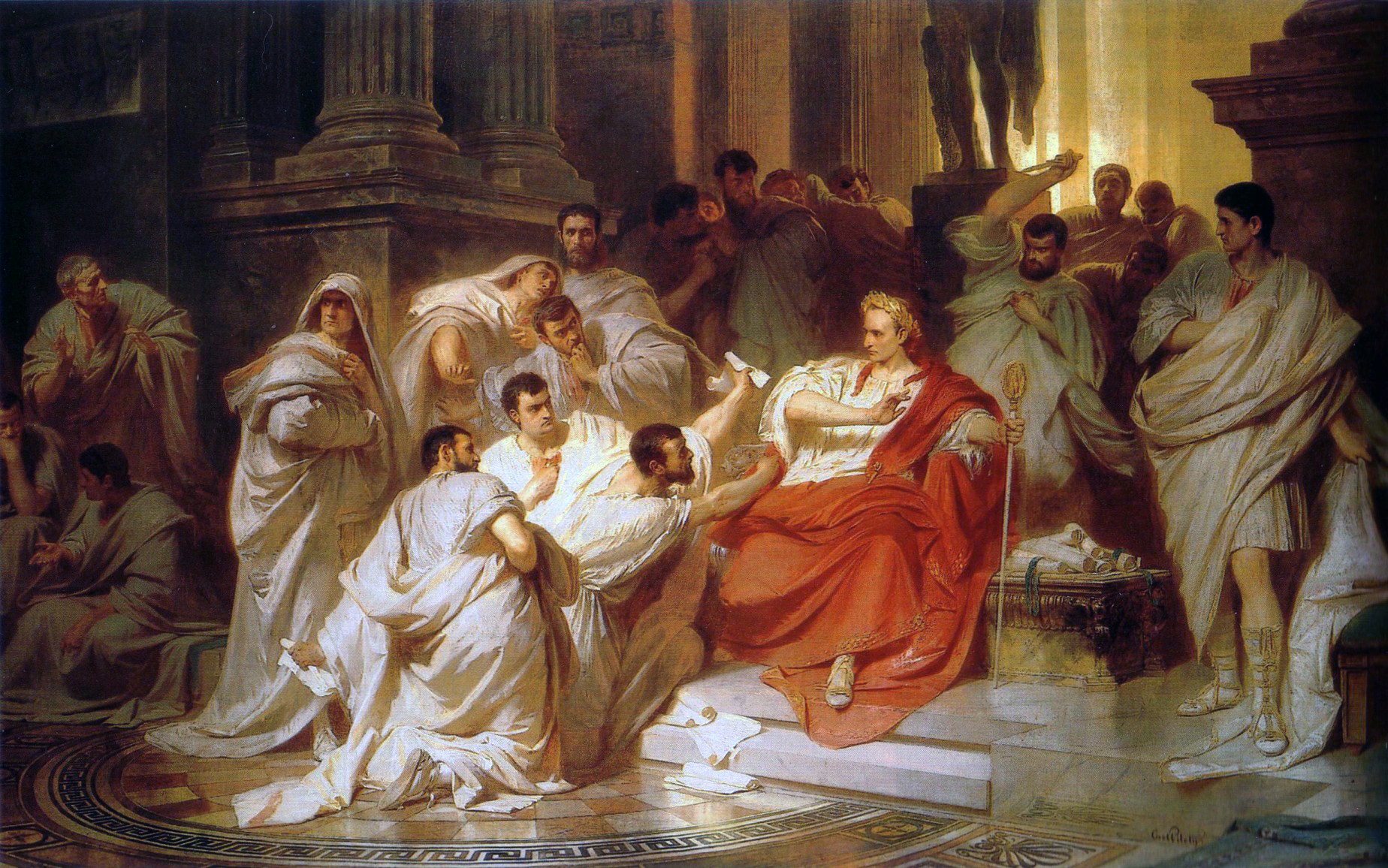
Карл Теодор фон Пилоти, «Смерть Цезаря» (1865). «Он [Цезарь] сел, и заговорщики окружили его, словно для приветствия. Тотчас Тиллий Цимбр, взявший на себя первую роль, подошёл к нему ближе, как будто с просьбой, и когда тот, отказываясь, сделал ему знак подождать, схватил его за тогу выше локтей. Цезарь кричит: „Это уже насилие!“ — и тут один Каска, размахнувшись сзади, наносит ему рану пониже горла»

Особенности структуры «Жизни двенадцати цезарей» были замечены давно. В 1901 году немецкий филолог Фридрих Лео предположил, что в эллинистическую эпоху в античном мире сложились два типа биографий. Биографии первого типа структурировали материал в хронологической последовательности событий, а жизнеописания второго типа распределяли сведения по темам. Биографии первого типа («перипатетические, или гипомнематические биографии») описывали политиков и полководцев, а второго («александрийские биографии») — философов и писателей. По мнению немецкого исследователя, Светоний в «Жизни двенадцати цезарей» стал первым, кто применил традиции второго типа биографий к государственным деятелям (современные историки литературы более осторожны в выводах: уже у Корнелия Непота не всегда выдерживалась хронология). Впрочем, сам жанр биографии был для Рима достаточно новым: первыми известными римскими биографами были Корнелий Непот (писал биографии полководцев и правителей) и Марк Теренций Варрон (создавал «александрийские биографии»).
Применение иной схемы выразилось не только в отказе от следования хронологии, но и, например, в отказе от морализаторского истолкования фактов, характерного для Плутарха — другого известного биографа этого времени. Помимо этого, римский писатель стремился не к поиску причин явлений или к построению обобщений, но к оценке событий. Поэтому Светоний отказался от сопоставления фактов друг с другом и, напротив, стремился к их изоляции, чтобы читатель мог дать им собственную оценку. Кроме того, в «Жизни двенадцати цезарей» положительные и отрицательные качества и поступки императоров, как правило, разграничиваются, а в биографии Нерона автор прямо говорит об этом делении. Везде, кроме биографии Тита, отрицательные оценки следуют после положительных.
Для отбора фактов для биографий императоров характерна ориентация на раскрытие личности правителя, а не на описание исторического контекста, то есть его правления. Исключение иногда делается для наиболее важных событий, но и среди них практически не упоминаются инциденты в провинциях, а наибольшее внимание уделяется Риму и императорскому двору. Крупные восстания и войны нередко описываются только как повод для рассказа о занимательных событиях из жизни императоров. Как отмечает М. Л. Гаспаров, «не случайно из всех военных предприятий императоров подробнее всего описанным оказался шутовской поход Калигулы в Галлию и Германию».
Различные биографии ориентируются на разные жанровые формы и, как следствие, используют неодинаковые выразительные средства: например, биография Тита стилизована под панегирик, и в ней значительно больше эпитетов и параллелизмов, чем в схожей по объёму биографии Отона.

## Взгляды
Светоний не заявляет о своих политических предпочтениях напрямую, но его высказывания позволяют охарактеризовать его как приверженца умеренной монархии, стоящего вне политических группировок. При этом он разделяет некоторые бытовавшие среди сенаторов иллюзии о значительной роли сената и консулов в политической жизни в I веке н. э.
Светоний не придерживается беспристрастности в изображении правителей, и различные императоры описываются с разной степенью поддержки или отвержения. Наибольшей симпатией римского писателя пользуются Август (он «создатель наилучшего положения дел» и «правитель скорее полезный, нежели честолюбивый»), Веспасиан и Тит. Скорее положительное его отношение к Цезарю и Отону, очень двойственное — к Клавдию. Вместе с тем некоторые действия «плохих» императоров Светоний полностью поддерживает: например, он хвалит Домициана за борьбу с превышением полномочий городскими магистратами и наместниками в провинциях. Многие негативные особенности деятельности описанных императоров имеют параллели в современном Светонию правлении Адриана; в этом некоторые исследователи видят косвенную критику своего времени.
По сравнению с Тацитом, чьи политические воззрения изучены лучше, взгляды Светония имеют ряд особенностей. Так, двух историков отличает диаметрально противоположная оценка императора Отона. Светоний хвалит его, выступая как представитель всаднического сословия, в то время как Тацит оценивает этого императора отрицательно, выражая точку зрения сенаторов. Ещё одной чертой, которая отличает Светония от Тацита, является менее пессимистичное настроение: в частности, Транквилл приводит примеры людей, которых власть не развратила (Август, Отон и Тит).
Несмотря на частое использование греческих слов, нехарактерное для римских историков, Светоний относился к грекам и эллинистической культуре с некоторым пренебрежением, а на эллинофильство некоторых императоров смотрит критически. Невысокого мнения римский писатель придерживался о бытовавших в Риме философских учениях, а также о мистериальных религиях. В то же время Светоний всерьёз воспринимал физиогномику, астрологию, толкование снов и всевозможные предзнаменования, что соответствовало римскому менталитету императорской эпохи. Следствием предпочтений эпохи отчасти объясняется и интерес римского писателя к анекдотичным историям.

## Влияние
Сочинения Светония были популярны до V—VI веков среди грамматиков и учёных, которые нередко предпочитали его свидетельства о римских древностях энциклопедическим работам Марка Теренция Варрона за их краткость. Биографии правителей пользовались популярностью у публики за интригующие подробности и отсутствие лести в адрес императоров. «Жизни двенадцати цезарей» подражали многочисленные античные писатели: так, Марий Максим написал биографии императоров от Нервы до Гелиогабала (то есть с момента, когда завершалось изложение в биографиях Светония). Его жизнеописания не сохранились, но они использовались шестью авторами жизнеописаний Августов, которые высоко ценили творчество Светония и подчёркивали его правдивость.
Биографии писателей и поэтов служили источником для Авла Геллия, Цензорина, Сервия Гонората, Макробия, Иоанна Лида, Исидора Севильского, а также Геннадия Массилийского и Ильдефонса Толедского. Его сочинения оказывали влияние на весь биографический жанр: так, структура биографии Аврелия Августина авторства Поссидия Каламского схожа с принципами рубрикации у Светония.
В Средние века Транквилл заметно повлиял на литературу каролингского возрождения. Так, Эйнхард составил биографию Карла Великого (лат. Vita Karoli Magni) по образу и подобию «Жизни двенадцати цезарей». Сочинение Светония оказало на Эйнхарда значительно большее влияние, чем жития святых — гораздо более распространённый тип средневековых биографий. В то же время придворный писатель не разделял сдержанного отношения своего римского предшественника к предмету, а всячески прославлял Карла. Эрик (Эйрих) Осерский, ученик Сервата Лупа (см. ниже), опубликовал подборку выдержек из Светония, впоследствии ставшую популярной. Её использовал, в частности, Иоанн Солсберийский. Другая известная подборка извлечений сделана в сборнике Faits des Romains на старофранцузском языке в середине XIII века. Под заметным влиянием Светония находился английский историк начала XII века Уильям Мальмсберийский. Был известен Транквилл и в Византии, а на Афоне сохранились эпитомы (краткие выдержки) трудов об античных играх и о древнегреческих бранных словах.
Наибольшей популярностью творчество римского писателя пользовалось во Франции, и в 1381 году был сделан первый перевод его сочинений на французский язык (перевод был задуман специально для короля Карла V, но завершён уже после его смерти). В XIV веке его работы стали хорошо известны и в Италии: так, он был одним из любимых авторов Петрарки (он называл Светония достовернейшим и любопытнейшим), которому принадлежало несколько рукописей сочинений римского автора. Боккаччо активно использовал его биографии как исторический источник; сохранился манускрипт с выдержками из Светония, сделанный рукой итальянского писателя. Популярность Светония выросла в эпоху Возрождения, и его работы активно издавали после изобретения книгопечатания: уже в 1470—1500 годы было выпущено 15 изданий. Ещё в 1446 году антиквар Пьер Кандидо Дечембрио перевёл биографию Цезаря на итальянский язык и под её влиянием написал жизнеописание одного из правителей Милана из рода Висконти, а через сто лет гуманист Паоло Джовио создал серию из двенадцати биографий всех правителей Милана из этого рода. Подражали Светонию историки Адриан Барланд, Антонио де Гевара, Педро Мехия.
Благодаря росту известности Транквилла изображения двенадцати римских правителей стали популярны и в изобразительном искусстве. В начале XVI века английский канцлер кардинал Томас Уолси заказал для строившегося им Хэмптон-корта терракотовые медальоны с портретами двенадцати цезарей. Серию из двенадцати портретов императоров Федерико II Гонзага, герцог Мантуи, заказал известному художнику Тициану. Впоследствии эти картины попали к английскому королю Карлу I, затем к испанскому королевскому двору, но в 1734 году пожар уничтожил все двенадцать портретов.
Философ Хуан Луис Вивес высоко ценил Светония и в своих педагогических трактатах рекомендовал изучать его творчество. В 1576 году изобретатель, математик и врач Джероламо Кардано написал автобиографию, в которой применил структуру жизнеописаний римского автора. На рубеже XVI и XVII веков Жан Боден, Марк Антуан Мюре, Юст Липсий и Бен Джонсон нередко прибегали к сочинениям Светония в дискуссии о прозе на латинском языке и на национальных языках. Мишель де Монтень цитировал Светония более 40 раз. Был хорошо знаком с работами Транквилла Уильям Шекспир. Именно под влиянием «Жизни двенадцати цезарей» появилась известная фраза шекспировского Цезаря «И ты, Брут».
Приличие, в писании не менее строго соблюдаемое, чем в поступках, позволяет говорить публично уже только о том, что позволяется делать публично; а так как людей нельзя показывать иначе, как постоянно играющими роль, то из книг наших мы узнаем их не больше, чем в театрах. Пусть хоть сто раз пишут и переписывают биографии королей, мы не будем уже иметь Светониев. Один только из наших историков [Шарль Дюкло], подражавший Тациту в изображении великих черт, осмелился подражать Светонию, а подчас и копировать Комина в чертах мелких; и даже эта попытка, увеличивающая ценность его книги, вызвала между нами осуждение.
Хотя «Жизнь двенадцати цезарей» и фрагменты «О знаменитых мужах» в XVIII веке были хорошо известны читающей публике, Светония очень мало изучали в школах. Как правило, с жанром биографии ассоциировался уже не он, а Плутарх.
Начиная с рубежа XVII и XVIII веков на оценку наследия Светония оказывал большое влияние философ Пьер Бейль. В своём «Историческом и критическом словаре» он посвятил римскому автору отдельную статью, в которой называл его образцом прямоты, искренности и беспристрастности, а также обращал внимание на отсутствие самоцензуры: он рассказывал обо всём, без страха и оглядки на общественное мнение и позицию императоров. Впоследствии взгляды Бейля распространились в Европе — в частности, аналогичные мнения о римском историке высказывали философ Жан-Жак Руссо, историк Эдвард Гиббон, писатель и критик Жан-Франсуа де Лагарп и переводчик Транквилла на английский язык Джон Кларк. Последний считал Светония очень полезным историком, которому чужды лесть, маскировка и скрытие фактов. Гиббон также придерживался мнения о правдивости и непредвзятости римского биографа и указывал на известное замечание, что биографии философов Диогена Лаэртского и императоров Светония гораздо более правдивы, чем жития святых и мучеников. В 1771 году де Лагарп заявлял о нейтральности Светония в предисловии к своему переводу «Жизни двенадцати цезарей» на французский язык (за вольное обращение с текстом этот перевод резко критиковали знатоки латыни). В сочинении «Эмиль, или О воспитании» Руссо сокрушался об отсутствии в его время авторов, которые бы писали о правителях прямо, без лести и умолчаний (см. врезку). В то же время Вольтер не разделял подобных взглядов и в письме к де Лагарпу писал о разочаровании его решением перевести Светония — скучного писателя, сомнительного анекдотиста.
В XIX веке Светония в основном оценивали критически: историки с подозрением относились к сообщаемым им сведениям, а филологи пренебрежительно отзывались о его стиле. Характерной была оценка Эдуарда Нордена: немецкий исследователь удостоил Транквилла лишь сноски в «Античной художественной прозе» с краткой характеристикой «Светоний пишет бесцветно». Энциклопедический словарь Брокгауза и Ефрона характеризовал «Жизнь двенадцати цезарей» как «весьма слабое с литературной точки зрения произведение, лишённое психологической тонкости и политической дальновидности», хотя при этом признавал его историческую ценность. В настоящее время негативная оценка творчества Светония преодолена, и его считают творцом римской формы биографии.

## Сохранность сочинений. Рукописи. Издания
До наших дней «Жизнь двенадцати цезарей» сохранилась практически полностью. Впрочем, ни одна из рукописей, включая самые ранние, не имеет предисловия и начала биографии Гая Юлия Цезаря с историей рода Юлиев, обстоятельствами рождения будущего диктатора, его детством и обычным для античной литературы перечислением предзнаменований. В VI веке византийский антиквар Иоанн Лид пользовался копией с посвящением Септицию Клару, но в рукописи IX века посвящения уже нет. По некоторым оценкам, утерянный фрагмент мог быть весьма значительным — до 16 рукописных страниц. В нём Светоний мог рассказать также о своих намерениях, обосновать важность своего труда и указать на оригинальность работы.
Древнейшая сохранившаяся рукопись сочинений Светония относится к IX веку. Она условно известна как «Codex Memmianus» (условные обозначения — «Codex Parisinus 6115», «Paris. Lat. 6115» или «M») и создана около 840 года в Туре. Однако ещё ранее в Фульдском монастыре существовала и другая рукопись. Около 844 года её хотел получить для своих исследований антиквар Серват Луп, аббат монастыря Ферьер, но ему прислали копию. Возможно, фульдский манускрипт был источником (архетипом) для всех последующих копий «Жизни двенадцати цезарей»; в специальной литературе он традиционно обозначается как «Ω» (Омега) по классификации Макса Има, в менее известной классификации Лео Прюдома его обозначение — «P». Предполагается, что именно этим кодексом около 818 года пользовался Эйнхард для составления биографии Карла Великого (подробнее о влиянии Светония на Эйнхарда см. выше). Другие рукописи были сделаны значительно позднее. В частности, в XI веке был создан манускрипт «Gudianus 268 Guelferbytanus», или «G», в XI или XII веках — «Vaticanus 1904», или «V», в XII веке — «Codex Laurentianus 68, 7» и «Codex Parisinus 6116». Рукописи сочинений Светония делят на четыре группы по характерным особенностям прочтения различных фрагментов. Эти разночтения восходят к небольшому числу источников (архетипов). К самой древней, первой группе относятся манускрипты «M» и «G», вторая («V», «Codex Laurentianus 68, 7» и другие кодексы) и третья группы («Codex Parisinus 6116» и другие) восходят к двум разным рукописям-архетипам приблизительно XI века, четвёртая группа представлена копиями эпохи Возрождения.
Иная судьба постигла другие труды писателя. Не сохранилась большая часть сочинения «О знаменитых людях», а немало других работ Транквилла известны только по названиям (полный их перечень остался в византийской энциклопедии Суда) либо сохранились в незначительных фрагментах. Самый крупный фрагмент труда «О знаменитых людях» сохранился в рукописи «Codex Hersfeldensis» из монастыря Херсфельд, о которой узнал около 1425 года гуманист Поджо Браччолини. Основную часть манускрипта составляли малые сочинения Публия Корнелия Тацита — «Агрикола», «Германия» и «Диалог об ораторах»; на тексте труда Транквилла рукопись обрывалась. После того как с манускрипта сделали около 20 рукописных копий, о нём ничего не известно. При этом принадлежность фрагмента Светонию была признана не сразу. Самые известные манускрипты, скопированные с «Codex Hersfeldensis»: «V» (Codex Vaticanus, 1862), «L» (Codex Leidensis (Perizioanus)), «N» (Codex Neapolitanus (Farnesianus)), «O» (Codex Ottobonianus, 1455), «G» (Codex Gudianus, 93), «I» (Codex Vaticanus, 1518), «W» (Codex Vindobonensis, 711).

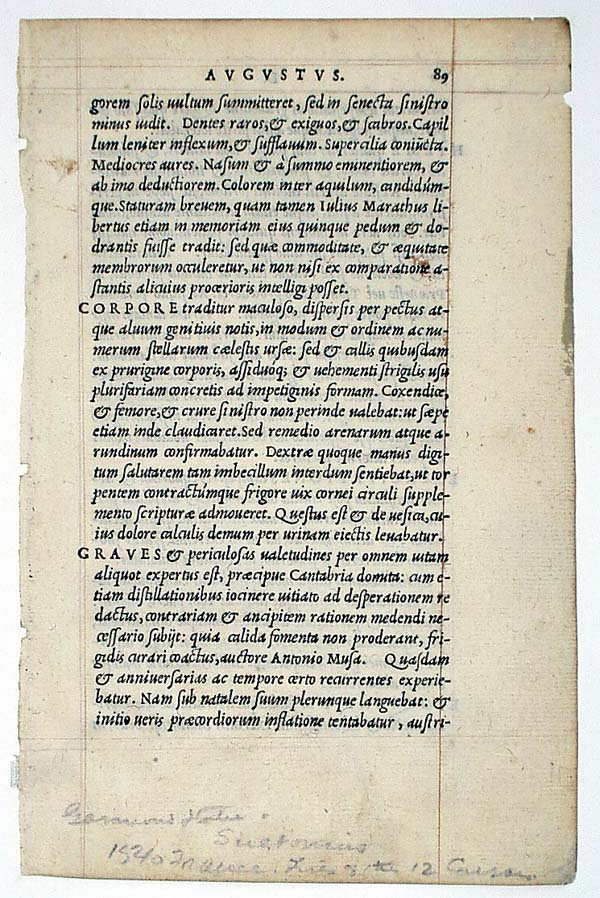
Жизнь двенадцати цезарей. Издание 1540 года

По-видимому, сведения сочинения «О знаменитых людях» активно привлекал Иероним Стридонский — благодаря ему возможно частично восстановить имена людей, о которых писал Светоний. Кроме того, биографии писателей и поэтов из работы Транквилла часто цитировали античные грамматики. Ими нередко предваряли издания сочинений Теренция, Вергилия, Горация, Персия, Лукана и других, но при этом сокращали или расширяли. Из-за этого принадлежность некоторых приписываемых Светонию фрагментов спорна. Высказывается предположение, что ни один из фрагментов не сохранился в том виде, в каком был написан первоначально. Сохранилась также биография Плиния Старшего из раздела об историках (всего Светоний создал биографии шести историков начиная с Саллюстия).
В монастырях Афона сохранились пересказы (эпитомы) работ Светония об античных играх и о древнегреческих бранных словах.
Вскоре после изобретения книгопечатания сочинения Светония начали активно публиковаться. Первые два издания «Жизни двенадцати цезарей» вышли в 1470 году (оба — в Риме), а уже в 1471 году в Венеции было напечатано и третье. В основе первых публикаций Светония лежали поздние копии (рукописи четвёртой группы). В 1564 году были впервые опубликованы уточняющие прочтения спорных фрагментов по рукописи «M» (первая группа), а в 1610 году в Париже было напечатано издание Светония, основанное на непосредственном изучении «M». В Новое время велась активная работа по восстановлению оригинального текста Светония. Долгое время образцом служило издание Иоганна Георга Гревиуса 1672 года, которое особенно сильно повлияло на изучение творчества римского писателя в Нидерландах и Англии. В 1713 году начал работу над новым критическим изданием текстов Светония известный филолог Ричард Бентли, но в 1719 году отказался от этой затеи. Современные издания текста «Жизни двенадцати цезарей» основываются на критическом тексте К. Л. Рота, выпущенном в 1858 году и основанном на сравнении всех рукописей. Работы римского историка активно переводились на современные языки: в частности, первый перевод на английский язык издал в 1606 году Филемон Холланд, в 1717 году другой перевод выпустил Джейбс Хьюз, а уже в 1732 году вышел перевод Джона Кларка.
Сочинение «О знаменитых людях» долгое время издавалось частями. Место и год первого издания «О грамматиках и риторах» неизвестны — возможно, его выпустил Николай Йенсен в Венеции в 1472 году. Первым достоверно датируемым изданием было венецианское 1474 года, а через четыре года во Флоренции было выпущено ещё одно. Малые отрывки из работы «О знаменитых мужах» впервые напечатал Антоний Грифий в 1566 году в Лионе. Над изучением всех сохранившихся рукописей работал Макс Им, но он умер, не успев завершить издание второго тома «О грамматиках и риторах».

## Переводы
Русские переводы:
- К. Светония Транквилла жизни двенадцати первых цесарей римских… / Пер. М. Ильинского. — СПб., 1776. — Ч. 1. — 393 с.; Ч. 2. — 302 с.
- Жизнеописание Цезаря. (В приложении к кн.: Сочинения К. Ю. Цезаря все, какие до нас дошли… / Пер. А. Клеванова. — М., 1857)
- Жизнь Тиверия. / Пер. из Светония Н. Малова. — Тамбов, 1866. — 101 с.
- Г. Светоний Транквилл. Жизнь двенадцати цезарей. / Пер. В. Алексеева. — СПб., 1904. — 466 с.
- Светоний. Жизнеописание двенадцати цезарей. / Пер. и прим. Д. П. Кончаловского. — М.-Л.: Academia, 1933. — 637 с. — 5300 экз.
- Гай Светоний Транквилл. Жизнь двенадцати цезарей. О знаменитых людях (фрагменты). / Пер. и прим. М. Л. Гаспарова, статья Е. М. Штаерман. Отв. ред. С. Л. Утченко. (Серия «Литературные памятники»). — М.: Наука, 1964. — 375 с. — 50 000 экз.
  - неоднократно переиздавался, например: 2-е изд. — М.: Наука, 1966. — 375 с. — 50 000 экз.; 3-е изд., испр. М.: Наука, 1993. — 368 с.

Другие переводы:
- В серии «Loeb classical library» сочинения изданы в 2 томах (№ 31, 38).
- В серии «Collection Budé» сочинения изданы в 4 томах: «Жизнь двенадцати цезарей» в 3 томах и «Грамматики и риторы».

## Комментарии
1. ↑  Однако в наиболее распространённом переводе М. Л. Гаспарова — «…когда я был подростком…»
2. ↑  Рональд Сайм, впрочем, полагает, что это событие имело место после 88 года; см.: Syme R. Appendixes // Tacitus. — Vol. 2. — Oxford: Clarendon Press, 1958. — P. 778.
3. ↑  В переводе с латинского языка — «луга»; в переносном смысле — несистематизированное собрание материалов на разные темы.
4. ↑  В античную эпоху все литературные произведения зачитывались вслух, что обусловило тесную связь ораторского мастерства и литературы; см.: Гаспаров М. Л. Введение. Литература европейской античности // История всемирной литературы. — Т. 1. — М.: Наука, 1983. — С. 305.
5. ↑  «Новый стиль» — условное обозначение направления в ораторском искусстве и литературе Древнего Рима, разработанного между концом I века до н. э. и серединой I века н. э. Отличительные особенности «нового стиля» — краткие отточенные фразы, изобиловавшие антитезами и парадоксами, а также стремление произвести мгновенный эффект; см.: Гаспаров М. Л. Греческая и римская литература I в. н. э. // История всемирной литературы. В девяти томах. Т. 1. — М.: Наука, 1983. — С. 469.
6. 1 2  В оригинале Светоний записал фразу по-гречески: др.-греч. Και σύ, τέκνον (И ты, дитя).

## Цитаты
1. ↑  (Suet. Cal. 19) Светоний. Калигула, 19. Цитата: «Однако в детстве я слышал об истинной причине этого предприятия от моего деда, который знал о ней от доверенных придворных: дело в том, что когда Тиберий тревожился о своём преемнике и склонялся уже в пользу родного внука, то астролог Фрасилл заявил ему, что Гай скорей на конях проскачет через Байский залив, чем будет императором» (здесь и далее цитаты приведены в переводе М. Л. Гаспарова).
2. ↑  (Suet. Ner. 57) Светоний. Нерон, 57. Цитата: «И даже двадцать лет спустя, когда я был подростком, явился человек неведомого звания, выдававший себя за Нерона, и имя его имело такой успех у парфян, что они деятельно его поддерживали и лишь с трудом согласились выдать»; оригинал: «Denique cum post viginti annos adulescente me exstitisset condicionis incertae qui se Neronem esse iactaret, tam favorabile nomen eius apud Parthos fuit, ut vehementer adiutus et vix redditus sit».
3. ↑  (Suet. Dom. 12) Светоний. Домициан, 12. Цитата: «С особой суровостью по сравнению с другими взыскивался иудейский налог: им облагались и те, кто открыто вёл иудейский образ жизни, и те, кто скрывал своё происхождение, уклоняясь от наложенной на это племя дани. Я помню, как в ранней юности при мне в многолюдном судилище прокуратор осматривал девяностолетнего старика, не обрезан ли он». Оригинал: «Praeter ceteros Iudaicus fiscus acerbissime actus est; ad quem deferebantur, qui velut inprofessi Iudaicam viverent vitam vel dissimulata origine imposita genti tributa non pependissent. Interfuisse me adulescentulum memini, cum a procuratore frequentissimoque consilio inspiceretur nonagenarius senex, an circumsectus esset».
4. ↑  (Suet. Tit. 4) Светоний. Тит, 4. Цитата: «Войсковым трибуном он [Тит] служил и в Германии и в Британии, прославив себя великой доблестью и не меньшей кротостью, как видно по статуям и надписям в его честь, в изобилии воздвигнутым этими провинциями».
5. ↑  (Suet. Tit. 10) Светоний. Божественный Тит, 10. Цитата: «Дальше его понесли в носилках; раздвинув занавески, он взглянул на небо и горько стал жаловаться, что лишается жизни невинно: ему не в чем упрекнуть себя, кроме, разве, одного поступка. Что это был за поступок, он не сказал, и догадаться об этом нелегко. Некоторые думают, что он вспомнил любовную связь с женой своего брата; но Домиция клялась торжественной клятвой, что этого не было, а она бы не стала отрицать, если бы что-нибудь было: она хвалилась бы этим, как готова была хвастаться любым своим распутством».
6. ↑  (Suet. Aug. 87) Светоний. Божественный Август, 87: «И в почерке его я заметил некоторые особенности: он не разделяет слов и не делает переносов, а не поместившиеся в строке буквы подписывает тут же снизу, обведя их чертою».
7. ↑  (Suet. Ner. 16) Светоний. Нерон, 16. Цитата: «наказаны христиане, приверженцы нового и зловредного суеверия»; оригинал: «afflicti suppliciis Christiani, genus hominum superstitionis novae ac maleficae».
8. ↑  (Suet. Ner. 52) Светоний. Нерон, 52. Цитата: «Неправы те, кто думает, будто он выдавал чужие сочинения за свои: я держал в руках таблички и тетрадки с самыми известными его стихами, начертанными его собственной рукой, и видно было, что они не переписаны с книги или с голоса, а писались тотчас, как придумывались и сочинялись, — столько в них помарок, поправок и вставок».
9. ↑  (Suet. Caes. 60) Светоний. Божественный Юлий, 60. Цитата: «В сражения он вступал не только по расчёту…»
10. ↑  (Suet. Caes. 67) Светоний. Божественный Юлий, 67. Цитата: «Проступки солдат он не всегда замечал…»
11. ↑  (Suet. Ner. 19) Светоний. Нерон, 19. Цитата: «Все эти поступки… порой достойные немалой похвалы, я собрал вместе, чтобы отделить их от пороков и преступлений, о которых буду говорить дальше».